# Ingeborg Gleichauf
Ingeborg Gleichauf (Friburg de Brisgòvia, 20 de juliol de 1953) és una escriptora i filòsofa alemanya.
Va créixer a Titisee-Neustadt i es va traslladar a Friburg després de graduar-se del batxillerat el 1972. Allà va estudiar germanística i filosofia. Es va doctorar el 1994 a la Universitat de Friburg de Brisgòvia amb una tesi doctoral sobre l'escriptora Ingeborg Bachmann.
El seu llibre sobre Simone de Beauvoir va guanyar el Preis der Jungen Kritiker. Ha publicat biografies sobre Hannah Arendt i Gudrun Ensslin i escriu al lloc web literaturkritik.de. Gleichauf està casada, té tres fills i viu a Friburg.

## Obra publicada
- Mord ist keine Kunst: der Roman "Malina" von I. Bachmann und seine Verwandlung in ein Drehbuch und in einen Film. Kovač, Hamburg 1995, ISBN 3-86064-263-4 (Freiburg (Breisgau), Univ., Diss., 1994).
- Hannah Arendt. Dt. Taschenbuch-Verl, München 2000, ISBN 3-423-31029-4.
- Denken aus Leidenschaft: sieben Philosophinnen und ihre Lebensgeschichte. 2001.
- Ich habe meinen Traum: sieben Dichterinnen und ihre Lebensgeschichte. Beltz und Gelberg, Weinheim 2003, ISBN 3-407-80885-2.
- Was für ein Schauspiel!: deutschsprachige Dramatikerinnen des 20. Jahrhunderts und der Gegenwart. Grambin/Aviva, Berlin 2003, ISBN 3-932338-17-0.
- Ich will verstehen: Geschichte der Philosophinnen. Dt. Taschenbuch-Verl., München 2005, ISBN 3-423-62214-8 . [en català: Vull comprendre: història de dones filòsofes. Barcelona: La Desclosa, DL 2007. [[Especial:Fonts bibliogràfiques/978-84-96591-10-3|ISBN 978-84-96591-10-3]].][4]
- Frauen können alles, aber was wollen sie? die Frauenbewegung zwischen Abgesang und Erfolg. Evang. Akad., Karlsruhe 2006, ISBN 978-3-89674-124-0.
- Sein wie keine andere. Simone de Beauvoir – Schriftstellerin und Philosophin. Dt. Taschenbuch-Verl., München 2007, ISBN 978-3-423-62324-7.
- Worte, mir nach! acht Dichterinnen und ihr Leben. Dt. Taschenbuch-Verl., München 2008, ISBN 978-3-423-62346-9.
- Denken aus Leidenschaft: acht Philosophinnen und ihr Leben. 2008.
- Heimatkunde Schwarzwald. Hoffmann und Campe, Hamburg 2009, ISBN 978-3-455-38051-4.
- Jetzt nicht die Wut verlieren: Max Frisch, eine Biographie. Nagel & Kimche, München 2010, ISBN 978-3-312-00989-3.
- Homezone: Ausflüge in die fremde Nähe. Geschichten, Klöpfer & Meyer, Tübingen 2012, ISBN 978-3-86351-039-8.
- Ingeborg Bachmann und Max Frisch. Eine Liebe zwischen Intimität und Öffentlichkeit. Piper, München/Zürich 2013, ISBN 978-3-492-30629-4.
- Poesie und Gewalt: Das Leben der Gudrun Ensslin. Klett-Cotta, Stuttgart 2017, ISBN 978-3-608-94918-6.